# Christchurch (Dorset)

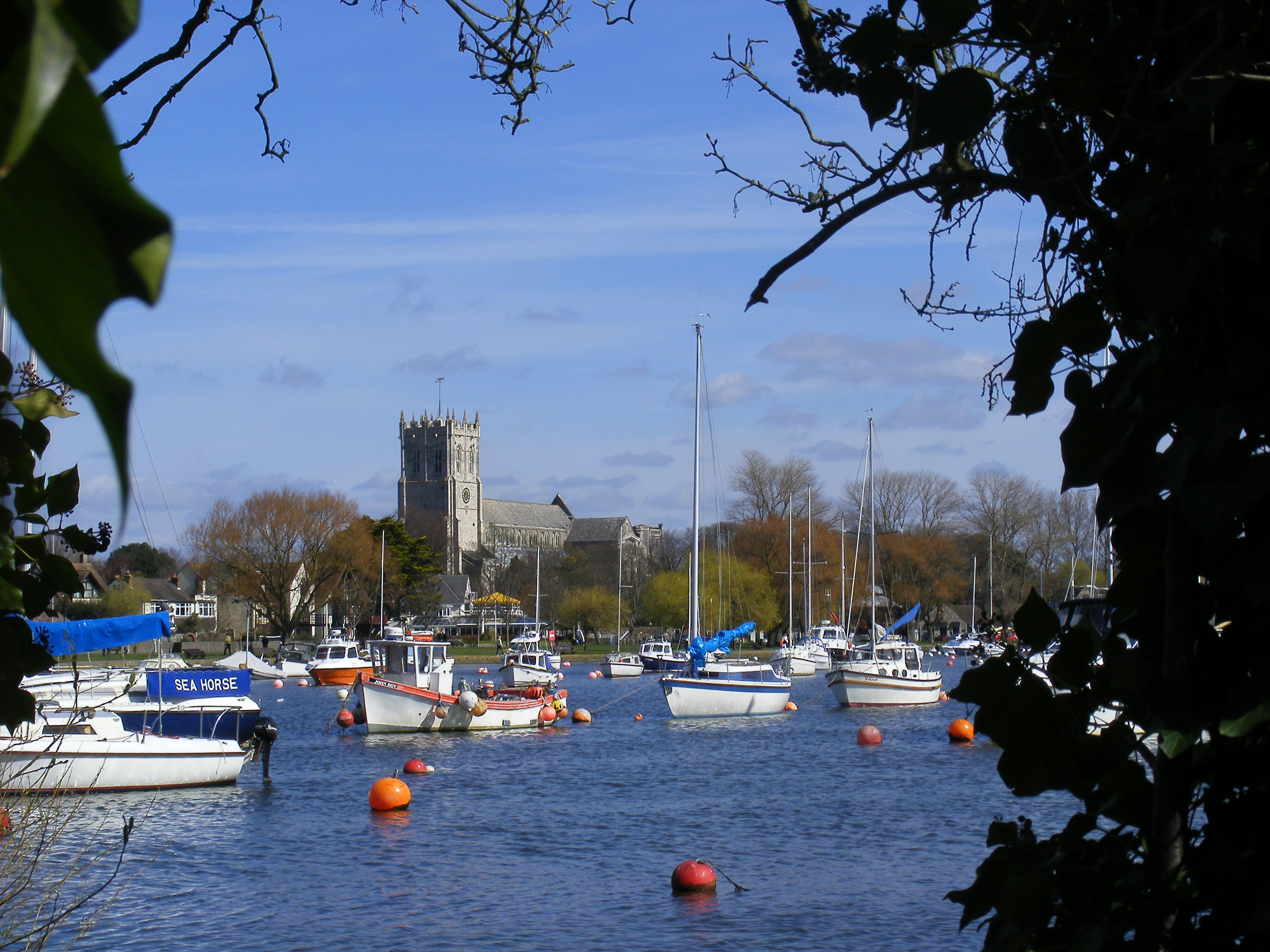
Vista do convento

Christchurch é uma cidade do condado de Dorset na costa sul da Inglaterra. A cidade fica ao lado Bournemouth, no oeste e a Floresta Nova fica a leste. Historicamente dentro Hampshire, juntou-se Dorset com a reorganização do governo local em 1974 e é a cidade mais oriental do condado. Abrange uma área de 51 quilômetros quadrados e tem uma população de aproximadamente 45 000 habitantes, tornando-o quarta cidade mais populosa do condado.

## História
Christchurch foi fundada no século VII, na confluência dos rios Avon e Rio Stour (Dorset) que fluem em no porto de Christchurch. A cidade foi originalmente chamado Twynham mas tornou-se conhecida como Christchurch após a construção do convento em 1094. A cidade desenvolveu-se em um importante porto comercial e foi fortificada no século IX. Defesas foram acrescentadas no século XII com a construção de um castelo que foi destruído pelo exército parlamentar durante a Guerra Civil Inglêsa.
Durante os séculos XVIII e XIX o contrabando floresceu em Christchurch e se tornou uma das indústrias mais lucrativas da cidade.
A cidade foi fortemente fortificada durante a Segunda Guerra Mundial como uma precaução contra uma esperada invasão e em 1940.
Porto da cidade, praias, reservas naturais e edifícios historicamente importantes fizeram Christchurch um popular destino turístico atraindo cerca de 1,5 milhões de visitantes por ano. O Aeroporto de Bournemouth , um aeroporto internacional que movimenta cerca de 800.000 passageiros por ano, está localizado dentro dos limites do bairro em Hurn . O  parque industrial contém uma série de e empresas de engenharia aeroespaciais. Christchurch é um destino popular para os aposentados e tem uma das populações mais antigas do país, com 30 por cento dos residentes com idade superior a 65 anos.